# العلاقات الكوبية اللوكسمبورغية
العلاقات الكوبية اللوكسمبورغية هي العلاقات الثنائية التي تجمع بين كوبا ولوكسمبورغ.

## مقارنة بين البلدين
هذه مقارنة عامة ومرجعية للدولتين:
| وجه المقارنة                                              | كوبا                              | لوكسمبورغ                                                     |
| --------------------------------------------------------- | --------------------------------- | ------------------------------------------------------------- |
| المساحة (كم2)                                             | 109.88 ألف                        | 2.59 ألف                                                      |
| عدد السكان (نسمة)                                         | 11.48 مليون                       | 599.45 ألف                                                    |
| الكثافة السكانية (ن./كم²)                                 | 104.48                            | 231.45                                                        |
| العاصمة                                                   | هافانا                            | لوكسمبورغ                                                     |
| اللغة الرسمية                                             | اللغة الإسبانية                   | اللغة اللوكسمبورغية، لغة فرنسية، اللغة الألمانية              |
| العملة                                                    | بيزو كوبي، بيزو كوبي قابل للتحويل | يورو، فرنك لوكسمبورغ                                          |
| الناتج المحلي الإجمالي (بليون دولار)                      | 87.13 مليار                       | 62.40 مليار                                                   |
| الناتج المحلي الإجمالي (تعادل القوة الشرائية) بليون دولار |                                   | 58.13 مليار                                                   |
| الناتج المحلي الإجمالي الاسمي للفرد دولار أمريكي          |                                   | 101.45 ألف                                                    |
| الناتج المحلي الإجمالي للفرد دولار أمريكي                 |                                   | 101.93 ألف                                                    |
| مؤشر التنمية البشرية                                      | 0.769                             | 0.892                                                         |
| رمز المكالمات الدولي                                      | +53                               | +352                                                          |
| رمز الإنترنت                                              | .cu                               | .lu                                                           |
| المنطقة الزمنية                                           | 00                                | توقيت وسط أوروبا، ت ع م+01:00، ت ع م+02:00، أوروبا/لوكسمبورج ‏ |

## منظمات دولية مشتركة
يشترك البلدان في عضوية مجموعة من المنظمات الدولية، منها:
| علم المنظمة | اسم المنظمة                   | تاريخ انضمام كوبا | تاريخ انضمام لوكسمبورغ |
| ----------- | ----------------------------- | ----------------- | ---------------------- |
|             | منظمة التجارة العالمية        | ?                 | ?                      |
|             | الاتحاد الدولي للاتصالات      | 16 يناير 1918     | 2 مارس 1866            |
|             | الأمم المتحدة                 | 24 أكتوبر 1945    | 24 أكتوبر 1945         |
|             | الاتحاد البريدي العالمي       | ?                 | ?                      |
|             | منظمة الشرطة الجنائية الدولية | ?                 | ?                      |
|             | منظمة حظر الأسلحة الكيميائية  | ?                 | ?                      |
|             | يونسكو                        | 29 أغسطس 1947     | 27 أكتوبر 1947         |

## أعلام
هذه قائمة لبعض الشخصيات التي تربطها علاقات بالبلدين:
- الأمير جيولايم (ضابط لوكسمبورغي، 11 نوفمبر 1981 – )
- فيليكس أمير لوكسمبورغ (3 يونيو 1984 – )

## وصلات خارجية
- موقع وزارة الخارجية الكوبية
- موقع وزارة الخارجية اللوكسمبورغية